# Jonas Axeldal
Jonas Axeldal (Holm, 2 september 1970) is een Zweeds voormalig voetballer die speelde als aanvaller.

## Carrière
Axeldal maakte zijn debuut in 1990 voor Halmstads BK, hij speelde er twee seizoenen en vertrok naar Malmö FF waar hij ook twee seizoenen speelde. Vervolgens speelde hij drie seizoenen voor Östers IF. In 1997 maakte hij de overstap naar het Italiaanse US Foggia. Van 1999 tot 2000 speelde hij voor Ipswich Town en daarna voor Cambridge United. In 2002 speelde hij nog een seizoen voor BK Häcken en tot 2007 voor Ängelholms FF.
Hij speelde als jeugdinternational voor Zweden en nam met hen deel aan de Olympische Spelen 1992.
Sinds 2015 is hij bij Falkenbergs FF jeugdtrainer en assistent-trainer was hij van 2015 tot 2018.
1 Ekholm ·
2 Johansson ·
3 Björklund ·
4 Apelstav ·
5 Alexandersson ·
6 Mild ·
7 P. Andersson  ·
8 Landberg ·
9 Furth ·
10 Rödlund ·
11 Brolin ·
12 Svensson ·
13 Jansson ·
14 Moberg ·
15 Lilius ·
16 Nilsson ·
17 A. Andersson ·
18 Simpson ·
19 Gudmundsson ·
20 Axeldal ·
Coach: N. Andersson